# Juncus subulatus
Juncus subulatus ist eine Pflanzenart aus der Familie der Binsengewächse (Juncaceae).

## Merkmale
Juncus subulatus ist ein ausdauernder Rhizom-Geophyt, der Wuchshöhen von 30 bis 120 Zentimeter erreicht. Das Rhizom ist kräftig und kriechend. Der Stängel weist 2 bis 4 Blätter ohne Querwand auf, die 6 bis 8 Millimeter dick sind. Die Spirre ist vielblütig und locker. Die Blüten besitzen je 2 Hüllblättchen. Die Blütenblätter sind strohgelb, 2,5 bis 3,5 Millimeter lang und schmal eiförmig bis lanzettlich.
Die Blütezeit reicht von Mai bis Juni.
Die Chromosomenzahl beträgt 2n = 42.

## Vorkommen
Juncus subulatus kommt im südlichen Mittelmeerraum von Marokko, Portugal und Spanien bis Zentralasien vor.  Auf Kreta wächst die Art in Salzsümpfen am Meer.

## Belege
- Ralf Jahn, Peter Schönfelder: Exkursionsflora für Kreta. Mit Beiträgen von Alfred Mayer und Martin Scheuerer. Eugen Ulmer, Stuttgart (Hohenheim) 1995, ISBN 3-8001-3478-0, S. 368.